# Cantone di Ugine
Il Cantone di Ugine è un cantone francese dell'Arrondissement di Albertville.
A seguito della riforma complessiva dei cantoni del 2014 è passato da 8 a 16 comuni.

## Composizione
Prima della riforma del 2014 comprendeva i comuni di:
- Cohennoz
- Crest-Voland
- Flumet
- La Giettaz
- Marthod
- Notre-Dame-de-Bellecombe
- Saint-Nicolas-la-Chapelle
- Ugine

Dal 2015 comprende i comuni di:
- Beaufort
- Césarches
- Cohennoz
- Crest-Voland
- Flumet
- La Giettaz
- Hauteluce
- Marthod
- Notre-Dame-de-Bellecombe
- Pallud
- Queige
- Saint-Nicolas-la-Chapelle
- Thénésol
- Ugine
- Venthon
- Villard-sur-Doron